# Orcinus citoniensis
Orcinus citoniensis és una espècie extinta d'orca que va viure ara fa entre 3,6 i 2,5 milions d'anys (Ma). S'han trobat fòssils al Pliocè d'Itàlia i d'Anglaterra. Era més petita que les orques modernes (O. orca), amb 4 metres de llargada respecte els 7 a 10 metres de les actuals; també presentava fins a 8 dents més a la mandíbula. És possible que s'assemblés a les orques modernes, i podria representar una mena de transició entre les orques actuals i altres dofins. Es creu que l'O. citoniensis caçava peixos grossos i bancs de calamars. Va conviure amb altres grans depredadors de l'època, com ara Hemisyntrachelus orcinina i Megalodon.

## Taxonomia
L'espècimen holotip, MB-1COC-11.17.18, un esquelet incomplet, va ser descrit per primera vegada l'any 1883 pel paleontòleg Giovanni Capellini amb el nom d'Orca citoniensis, procedent dels sediments del Pliocè tardà de la granja Poltriciano als afores de la ciutat de Cetona (Toscana, Itàlia), a la que el nom de l'espècie -citonensis- es refereix. Capellini també es referí a l'espècie com O. citoniensies.
L'any 1887, el geòleg anglès Richard Lydekker va remetre un espècimen procedent de la Formació Red Crag, del Grup Crag (Plistocè d'Anglaterra), que constava d'una dent i un os periòtic de l'oïda interna dreta, i va observar que era similar, tot i que considerablement més petit als de les orques actuals. L'any 1904, el zoòleg francès Édouard Louis Trouessart va canviar el gènere de l'espècie d'Orca a Orcinus, passant així a anomenar-se l'espècie com a Orcinus citoniensis.
L'any 1937, el paleontòleg japonès Hikoshichiro Matsumoto va referir-se a les troballes de Lydekker com a Orca cylindrica. El 1988, el paleontòleg italià Georg Pilleri va assignar a l'espècie algunes dents aïllades del Miocè mitjà, en concret l'espècimen MGPT-PU13981 procedent de Savoia (França); posteriorment l'assignació va ser revisada per un altre palontòleg italià, Giovanni Bianucci, basant-se en la part posterior de l'arrel i la va datar del Pliocè. Bianucci també va identificar un fragment de musell que mostrava cavitats dentals (espècimen MB-nc) que també datava del Pliocè i podia pertànyer a l'espècie.
O. citoniensis podria representar una espècie de transició entre els dofins primitius i les orques actuals. Malgrat això, Matsumoto, mentre describia l'espècie japonesa O. paleorca l'any 1937, va observar que les dents d'aquesta eren molt més grosses que les de O. citonensis i de dimensions més similars a les orques modernes que no pas les de O. citonensis.